# Bruniovité
Bruniovité (Bruniaceae) je čeleď vyšších dvouděložných rostlin z řádu bruniotvaré (Bruniales). Zahrnuje asi 80 druhů v 6 rodech. Jsou to dřeviny s drobnými střídavými listy a pětičetnými květy, rostoucí výhradně v jižní Africe.

## Popis
Zástupci čeledi bruniovité jsou stálezelené keře, polokeře nebo výjimečně i stromy s drobnými střídavými listy bez palistů. Čepel listů je celistvá, s paralelní žilnatinou. Květy jsou oboupohlavné, v hlávkách, klasech nebo řidčeji jednotlivé. Hlávky jsou často seskupeny v hroznovitých nebo latovitých květenstvích a podepřené listeny zákrovu. Květy jsou nejčastěji pětičetné, řidčeji čtyřčetné. Kališní i korunní lístky jsou volné nebo srostlé. Tyčinek je stejný počet jako korunních cípů. Tyčinky jsou nejčastěji volné, řidčeji (např. u rodu Lonchostoma) přirostlé ke korunní trubce. Semeník je svrchní až spodní, srostlý ze 2 až 3 plodolistů nebo monomerický, s 1 až 3 pouzdry. Čnělky jsou volné nebo částečně na bázi srostlé. V každém plodolistu jsou nejčastěji 2 až 4, řidčeji až 12 vajíček. Plodem je tobolka, nažka, oříšek nebo měchýřek. Semena jsou velmi malá.

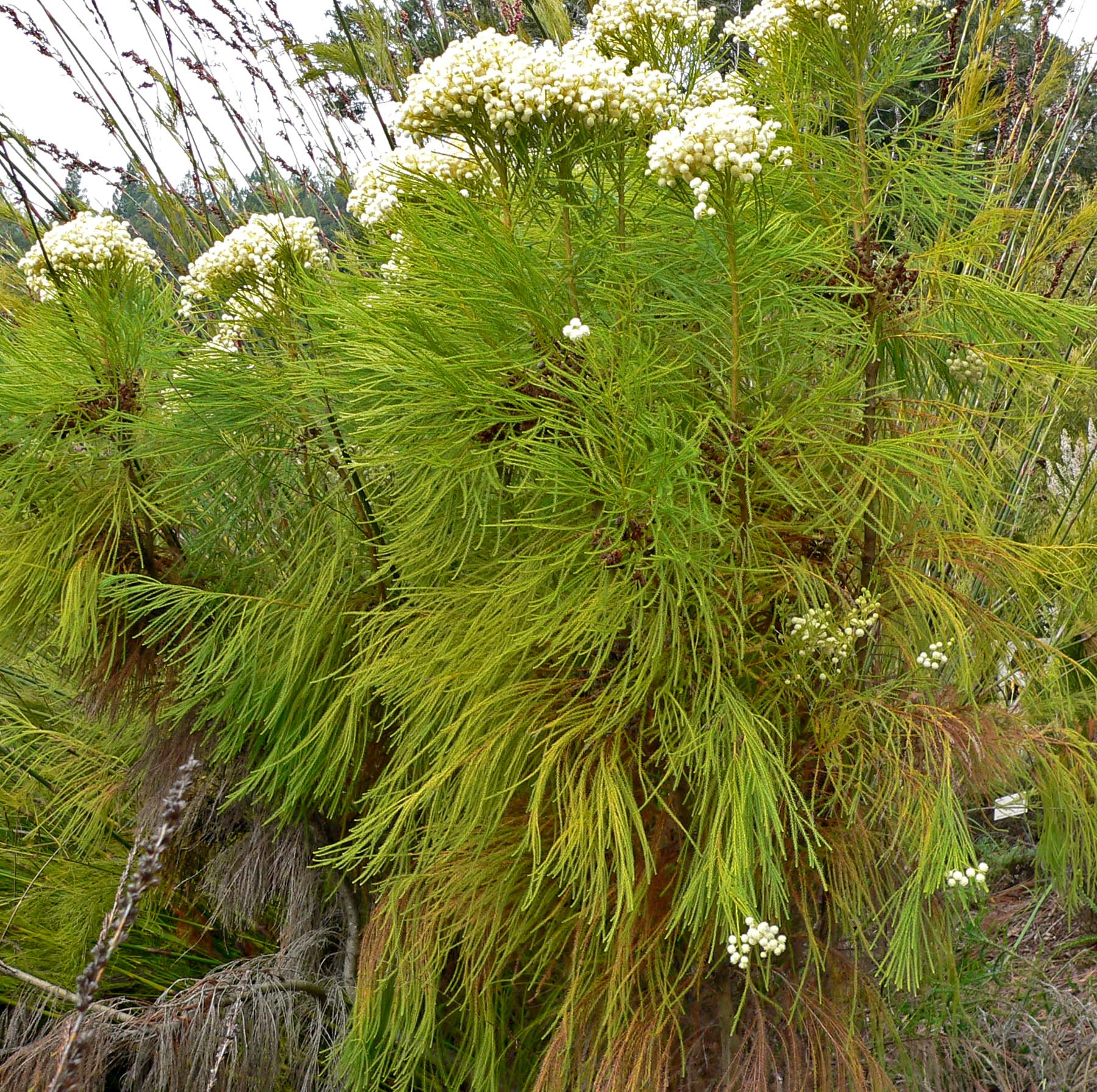
Berzelia lanuginosa
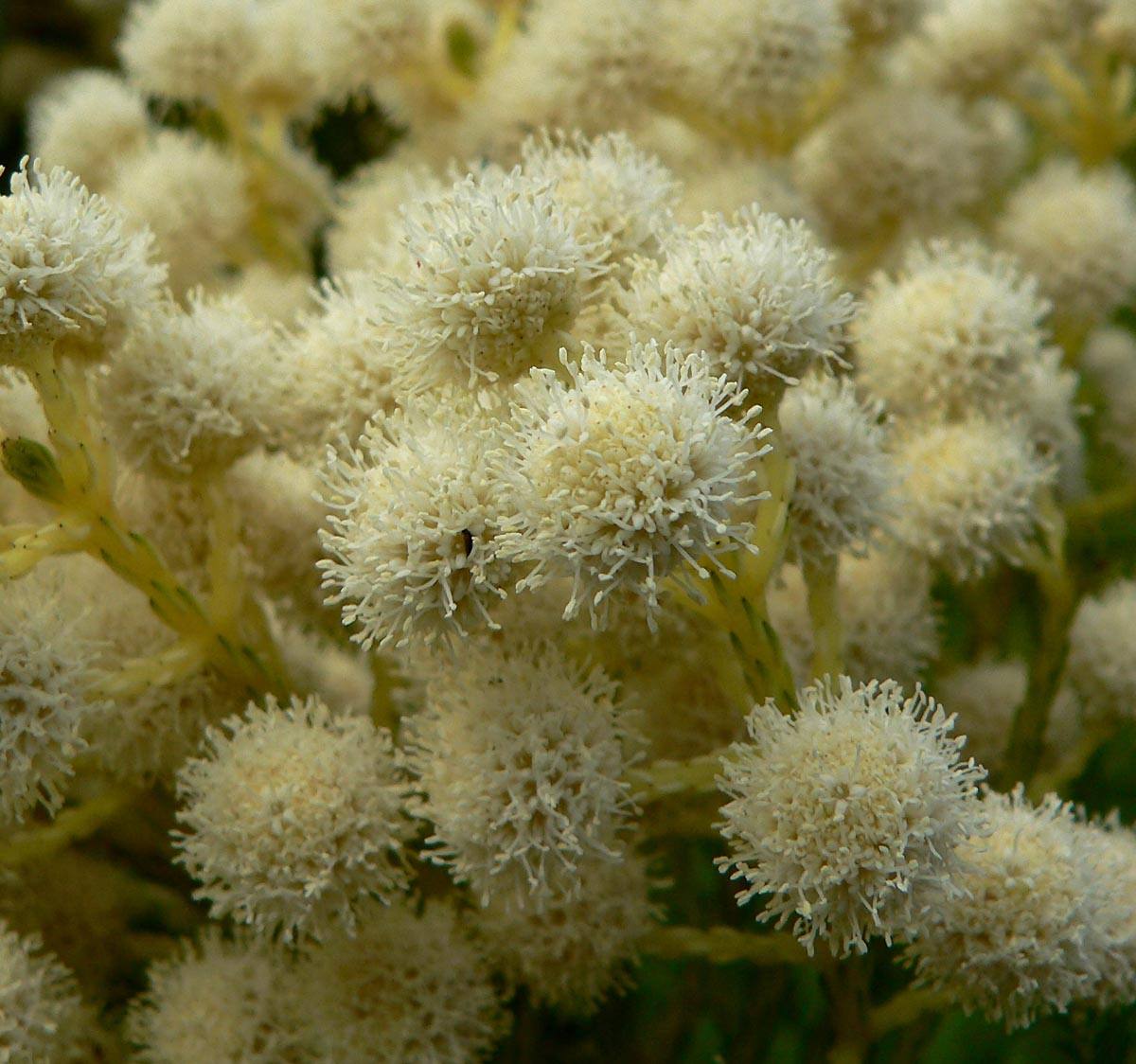
Detail květenství Berzelia lanuginosa
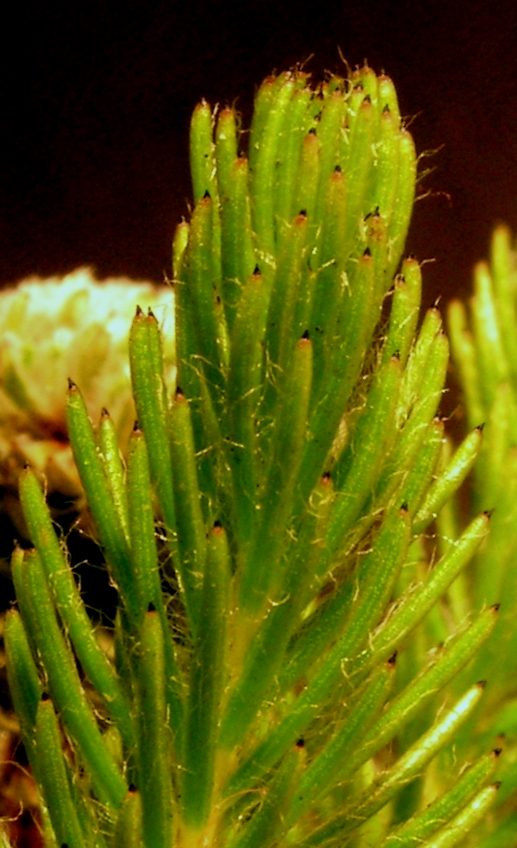
Detail lodyhy Brunia sp.
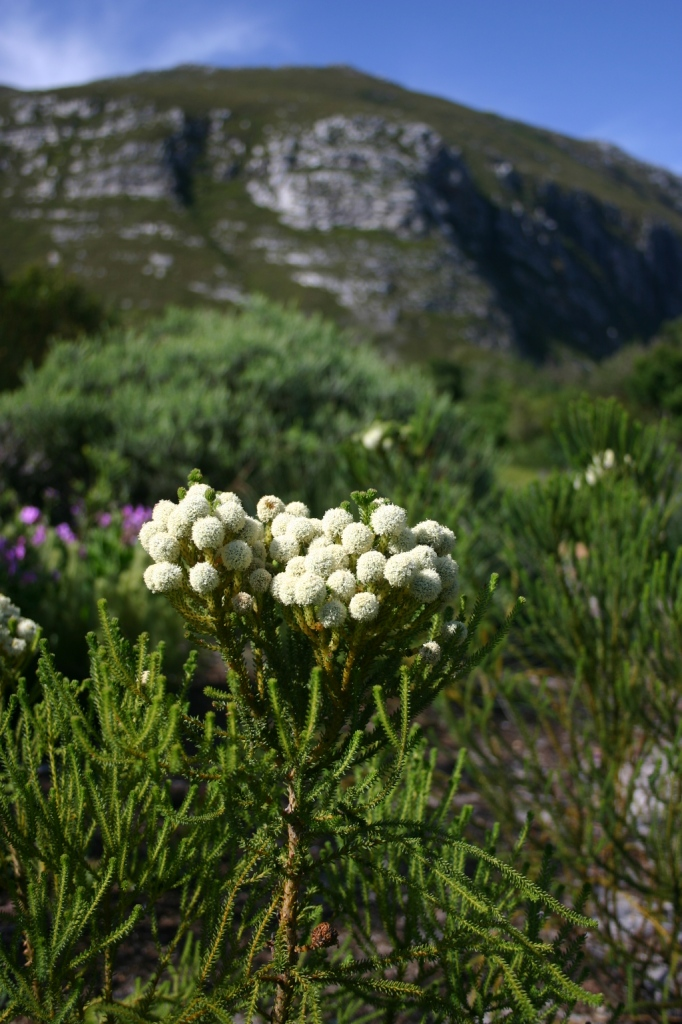
Brunia nodiflora na přirozeném stanovišti

## Rozšíření
Čeleď zahrnuje asi 80 druhů v 6 rodech. Největší rod je Brunia (37 druhů). Čeleď se vyskytuje pouze v jižní Africe v oblasti Kapska a Natalu. Nejvíce druhů je v západním Kapsku.

## Taxonomie
Dahlgren a Tachtadžjan řadili čeleď Bruniaceae společně s Grubbiaceae do řádu Bruniales v rámci nadřádu Ericanae. V Cronquistově systému je tato čeleď zařazena do řádu růžotvaré (Rosales), zatímco čeleď Grubbiaceae je v řádu vřesovcotvaré (Ericales). V systémech APG I i APG II jsou Bruniaceae ponechány nezařazené do řádu v rámci skupiny nazývané 'Euasterids II'. Ve verzi APG III jsou řazeny spolu s čeledí Columelliaceae do řádu Bruniales.
Podobnost s jihoafrickou čeledí Grubbiaceae, řazené v dnešním systému do řádu dřínotvaré (Cornales), je zřejmě dána spíše podobnými podmínkami prostředí než příbuzností obou čeledí.

## Zástupci
- brunie (Brunia)
- stávka (Staavia)[7]

## Přehled rodů
Audouinia (včetně Tittmannia), Berzelia, Brunia (vč. Lonchostoma, Mniothamnea, Nebelia, Pseudobaeckea, Raspalia), Linconia, Staavia, Thamnea